# The Frost Report
 The Frost Report (Frost-jelentés) egy brit szatirikus szórakoztató televíziós műsor, amelyet David Frost vezetett. A főbb szereposztásban Ronnie Barker, Ronnie Corbett, John Cleese is helyet kaptak. Elindította más írók és előadók karrierjét. 1966. március 10-én mutatták be a BBC1-en, és 1967. december 12-én ért véget, összesen 26 rendszeres epizóddal 2 évad alatt, valamint 2 különlegességgel. A jelenetírók között a 60-as évek legjobb brit komikusai voltak.

## Szereplők és írók
A show ismertséget hozott az íróknak és szereplőknek, illetve ugródeszka volt későbbi hatalmas sikereikhez, mint a későbbi Monty Python csoport tagjainak. De a Monty Pythonon vagyis: Graham Chapman, John Cleese, Eric Idle, Terry Jones, Michael Palinen kívül: Bill Oddie, Tim Brooke-Taylor, Frank Muir, Denis Norden, Barry Cryer, Marty Feldman, Ronnie Barker, Ronnie Corbett, Dick Vosburgh, Anthony Jay is sokat köszönhettek a műsornak.
Legismertebb jelenete, mely a brit társadalmi osztályrendszert figurázza ki, John Cleese-zel, Ronnie Barkerrel és Ronnie Corbett-tel, manapság is az egyik legnépszerűbb és legtöbbet játszott jelenet a brit televíziókban. Cleese magasságával a többiekhez képest a felsőosztályt, Barker átlagos magasságával a középosztályt, és Corbett az alacsony termetével a munkásosztályt reprezentálja. A jelenetet egyébként 2000-ben Two Ronnies és Stephen Fry (Fry, Cleese helyére ugrott be), átírva a kornak megfelelően, ismét bemutatták.
Zenés közjátékok és dalok is helyet kaptak a showban.

## Hatása
A műsor jelentősen befolyásolta a következő 30 év szatirikus műsorait Angliában. A shownak több, mint 10 millió nézője volt országszerte.